# 圖盧茲足球會 (1937年)
圖盧茲足球會（法語：Toulouse Football Club）是一家位於法國西南部第四大城市圖盧茲的足球俱樂部。這支球隊成立於1937年，並於1967年與红星足球俱乐部合併後消失。儘管這支球隊與圖盧茲目前存在的同名俱樂部（圖盧茲足球俱樂部）同名，但這兩支球隊不應混淆，因為它們並不是彼此的延續。

## 歷史
圖盧茲足球會成立於1937年3月20日，起初參加法國足球乙級聯賽。該俱樂部在1945-1946賽季的法國二級聯賽南區中獲得第二名，近十年後晉升至法国足球甲级联赛。圖盧茲在首個法甲賽季中排名第14位。在接下來的四個賽季中，球隊居中游表現，而在1949-1950賽季的法甲聯賽中，土魯斯獲得了俱樂部歷史上最高的第四名。然而在隨後的賽季中，球隊遭遇重大衰退，最終於1951年降級至二級聯賽，排名第17位。然而圖盧茲在1953年贏得他們的首個冠軍，獲得乙級聯賽冠軍並晉升到頂級聯賽。這一成功之後，該俱樂部在1957年贏得法國盃冠軍。這是圖盧茲的首個也是唯一一個重大榮譽。儘管沒有贏得冠軍，圖盧茲確保自己作為頂級聯賽的常客，回歸頂級聯賽後經常在聯賽中排名前幾位（包括1955年的第二名，是俱樂部歷史上最好的成績）。
在1960-61賽季，圖盧茲參加新成立的盎格魯-法蘇友誼盃，但在總比分6-2不敵马瑟韦尔。在1961-62賽季初，被稱為“紅色百萬富翁”的尚-巴蒂斯特·杜門成為俱樂部主席。在他的領導下圖盧茲在1963-1964賽季中取得第五名的成績。
1964年6月16日，曾在戰爭期間效力的卡德爾·菲魯德（Kader Firoud）成為了俱樂部的教練。在過渡季（1964-1965賽季）結束時，球隊在聯賽排名第十一位，菲魯德提出了超防守的打法。接下來的賽季圖盧茲取得了驚人的第四名，使他們獲得1966-1967賽季國際城市博覽會盃的參賽資格。同一賽季，在法國盃中，圖盧茲晉身準決賽與斯特拉斯堡相遇，可是斯特拉斯堡利用他們的人數優勢在比賽最後幾秒打進一球，將比賽拖入加時賽，在加時賽中再進兩球，結束圖盧茲晉級決賽的希望。
接下來的賽季，圖盧茲在國際城市博覽會盃的首輪抽到羅馬尼亞的阿格斯比迪斯特。圖盧茲在主場以3-0的比分贏得了第一回合比賽，但只有5000名觀眾入場觀看。然而在第二回合比賽中，阿格斯比迪斯特在九分鐘內追回了總比分4-4的差距。阿格斯比迪斯特的米哈伊·圖爾坎（Mihai Țurcan）在比賽後段打進一球，結束了圖盧茲晉級下一輪的希望。這成為了圖盧茲足球會的最後一個賽季。主席杜門急需為俱樂部籌集資金，他向許多潛在的贊助者尋求支持，但最終未能如願。1967年，俱樂部將業務遷移到聖翁，這為當時在次級聯賽苦苦掙扎的紅星隊提供重返頂級聯賽的機會。直到1979年，圖盧茲才恢復職業足球，儘管這次合併引起了爭議，但法國足球當局在幾年後才通過立法，限制了其管轄範圍內合併的足球俱樂部之間的距離。圖盧茲體育聯盟（Union Sportive Toulouse）於1979年取回「Toulouse Football Club」再次以圖盧茲足球俱樂部名稱登場。

## 榮譽
- 法國盃冠軍（1957）
- 法国足球甲级联赛亞軍（1955）
- 法國足球乙級聯賽冠軍（1953）

## 外部連結
- 歷史 （页面存档备份，存于）